# Bătălia de la Arcis-sur-Aube
Bătălia de la Arcis-sur-Aube a opus o armată franceză, comandată de Împăratul Napoleon, unei armate aliate, comandate de Feldmareșalul Scwartzenberg. Planul inițial al Împăratului fisese să surprindă armata lui Schwartzenberg, dar acesta, avertizat, reușește să își concentreze trupele și astfel francezii cad în capcana de a lupta în raport de 4 contra 1. Cavaleria inamică, mult superioară numeric, deschide lupta în jurul orei 14, cu o șarjă generală care dă peste cap cavaleria franceză și aproape îl capturează pe Împărat. Cu toate acestea, „Vechea Gardă”, condusă de Friant, la Arcis-sur-Aube și „Tânăra Gardă”, condusă de Ney, la Torcy, fac minuni de vitejie și, până la 19, în ziua de 21, francezii reușesc să reziste, dar  sunt nevoiți să se retragă, la adăpostul nopții, din cauza inferiorității numerice.